# Grossmünster

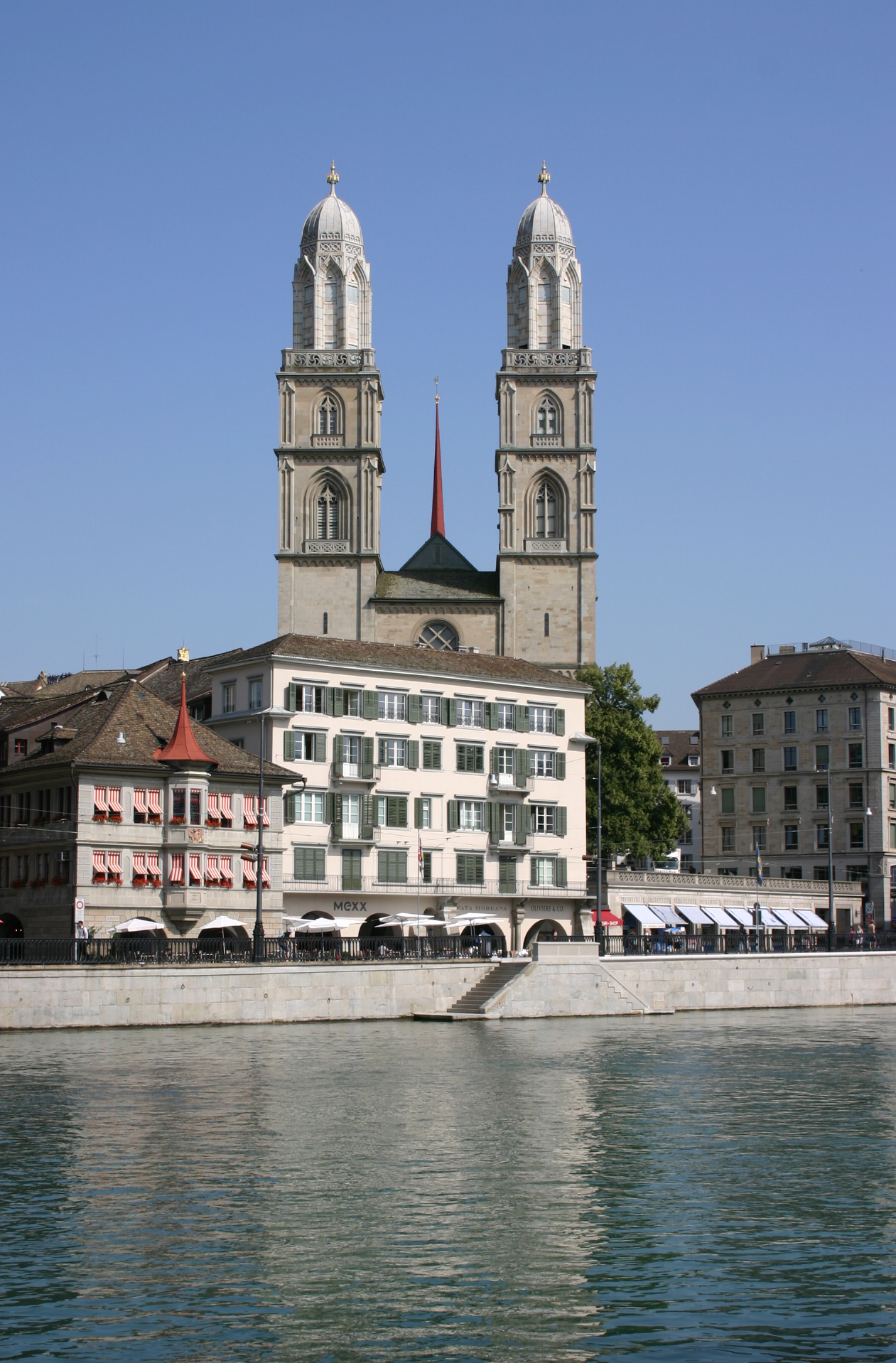
Grossmünster.

El Grossmünster (en alemán, 'gran catedral') es un templo de estilo románico situado en Zúrich (Suiza) que jugó un papel muy importante en la Reforma Protestante. Es una de las tres principales iglesias de Zúrich (las otras dos son la Fraumünster y la Peterskirche). La iglesia está construida junto al río Limmat sobre otro templo de origen carolingio. El edificio actual data de los siglos XII y XIII. Su construcción dio comienzo en torno al año 1100 y fue consagrado en el año 1220.
El Grossmünster era la iglesia de un monasterio. Según la leyenda, fue fundado por Carlomagno que, en ese mismo lugar, se había arrodillado ante las tumbas de los santos San Félix y Santa Régula, patrones de Zúrich. Recientes excavaciones arqueológicas han confirmado que, efectivamente, donde hoy se levanta el Grossmünster hubo un cementerio de época romana.

## Significado histórico

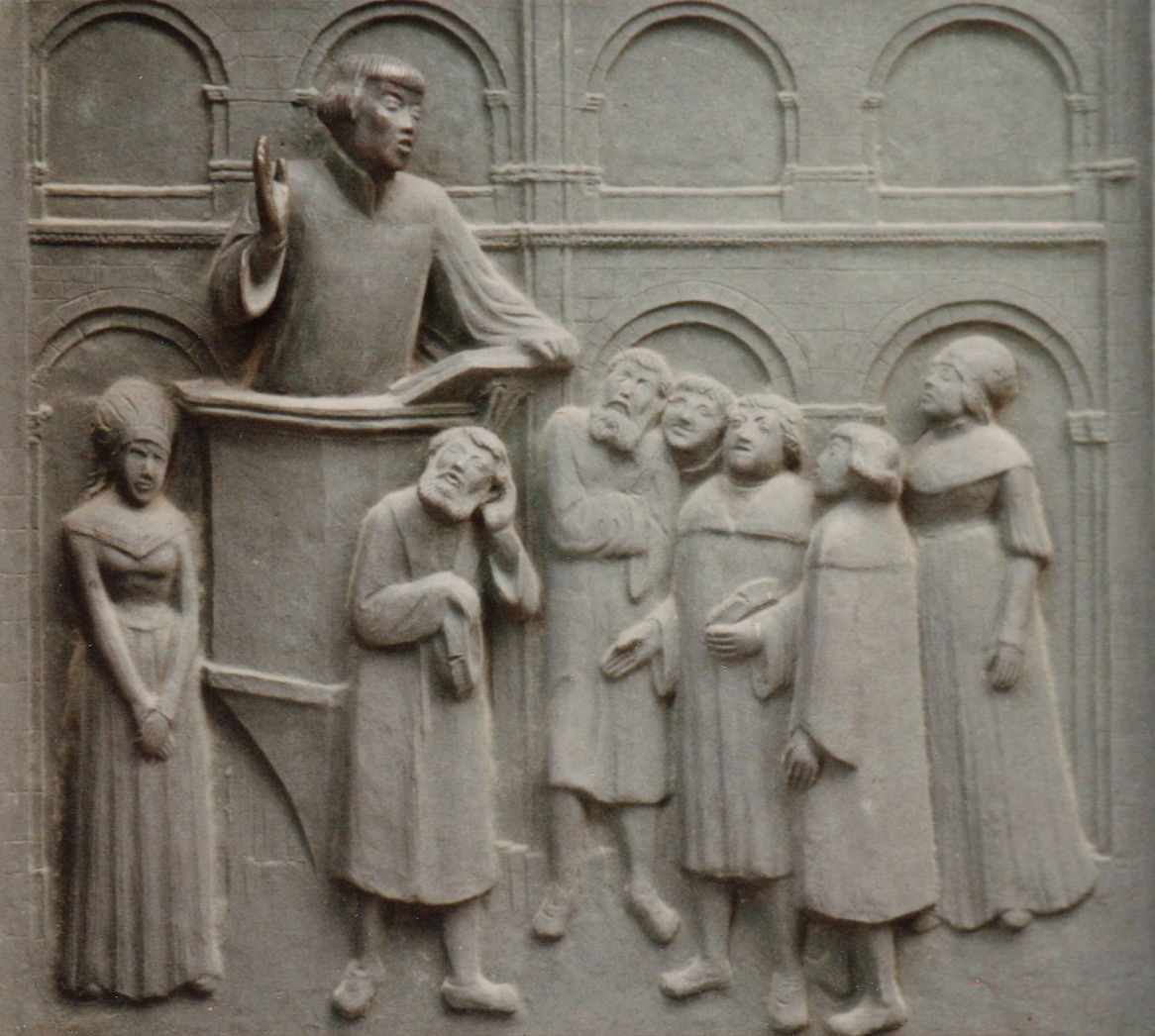
Zwinglio predicando (puertas de bronce, por Otto Münch (1935)).

Ulrico Zuinglio emprendió en 1519 la Reforma protestante desde su púlpito en el Grossmünster. Zuinglio ganó una serie de debates que terminaron con el cisma de la iglesia católica del norte de Suiza. La reforma iniciada por Zuinglio fue continuada por su discípulo Enrique Bullinger, también en Zúrich. Los reformados eran iconoclastas, por lo que retiraron el órgano y todas las imágenes de la iglesia. Esos cambios, unidos al abandono de la Cuaresma, el celibato, el ayuno o la prohibición de la música sacra, hicieron de esta iglesia uno de los centros neurálgicos de la Reforma protestante en Suiza y marcó el nacimiento del dialecto suizo.

## Estilo
Los campanarios gemelos del Grossmünter son posiblemente el monumento más famoso de Zúrich. Desde el punto de vista artístico, el Grossmünster es un templo románico con elementos góticos. Las dos torres fueron construidas entre 1487 y 1492. En origen las agujas eran de madera pero fueron destruidas por un incendio en 1781. Fue entonces cuando se añadieron los chapiteles actuales de estilo barroco. Las vidrieras datan de 1932 y son obra del artista suizo Augusto Giacometti. Las puertas de bronce de las fachadas sur y norte fueron realizadas en 1935 y 1950 por Otto Münch. 
Desde la Reforma se celebra en la iglesia culto protestante. Alberga un museo de la Reforma en el claustro. El antiguo monasterio se ha transformado en la Facultad de Teología de la Universidad de Zúrich.

## Galería de imágenes

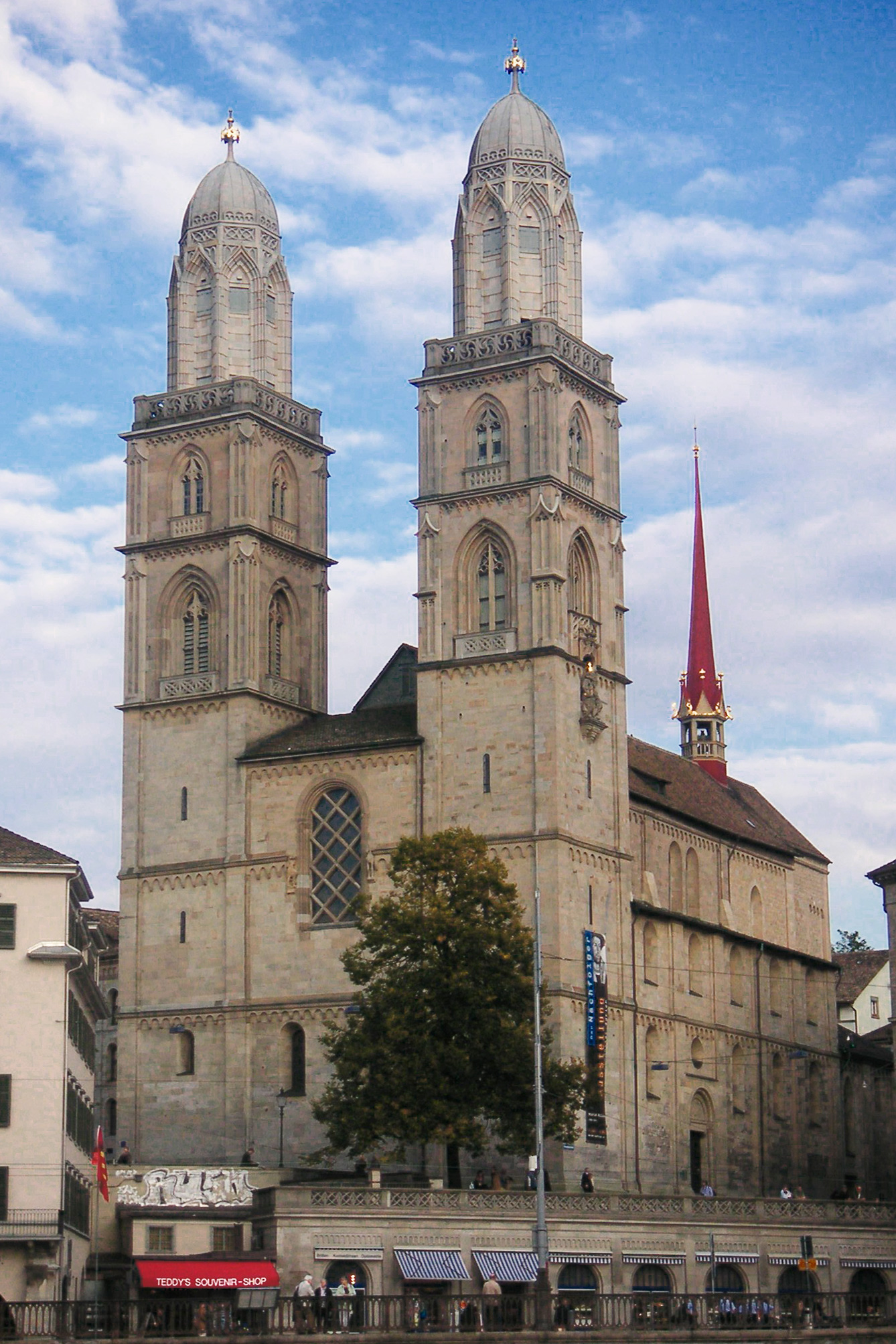
Vista exterior.
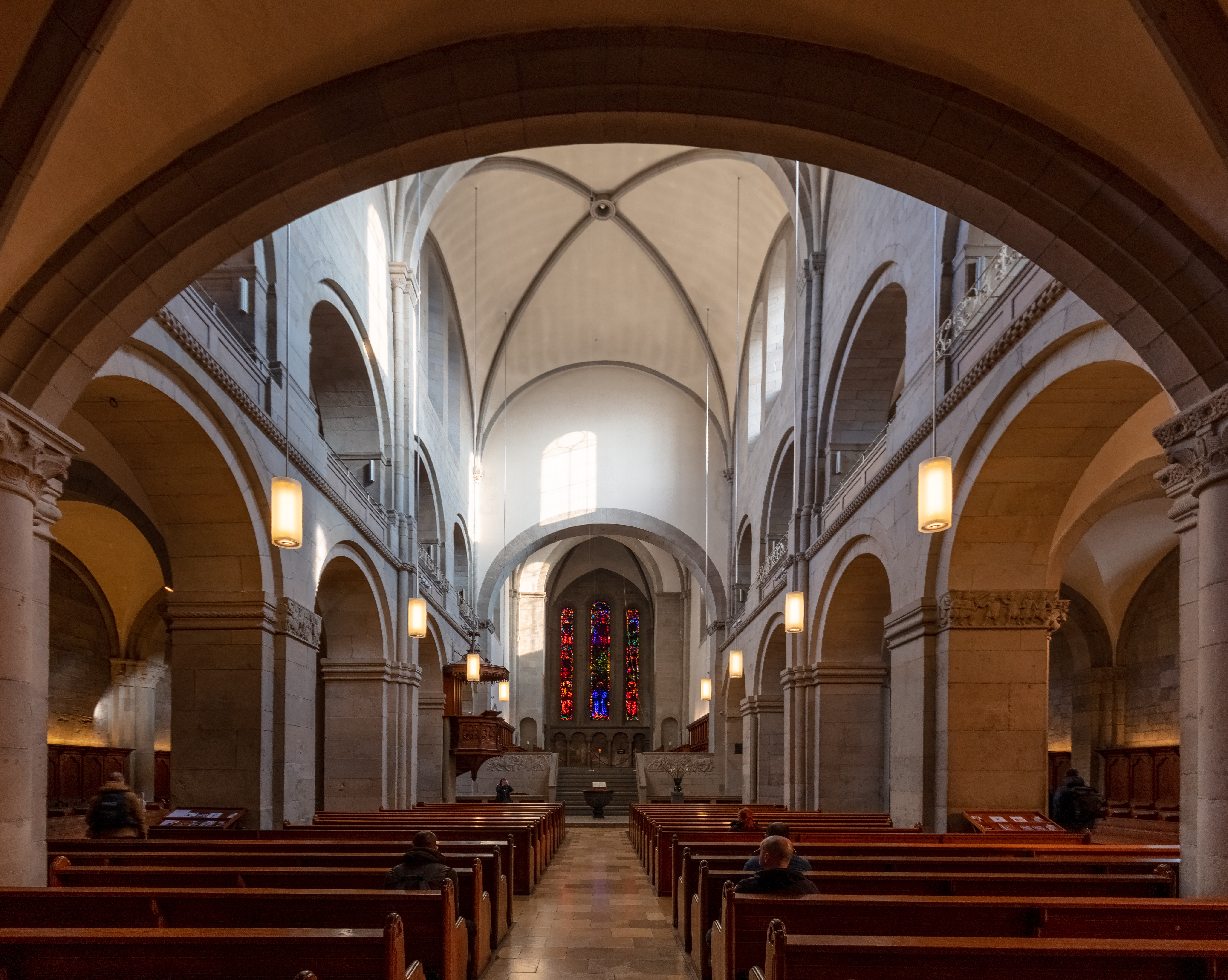
Vista general del interior.
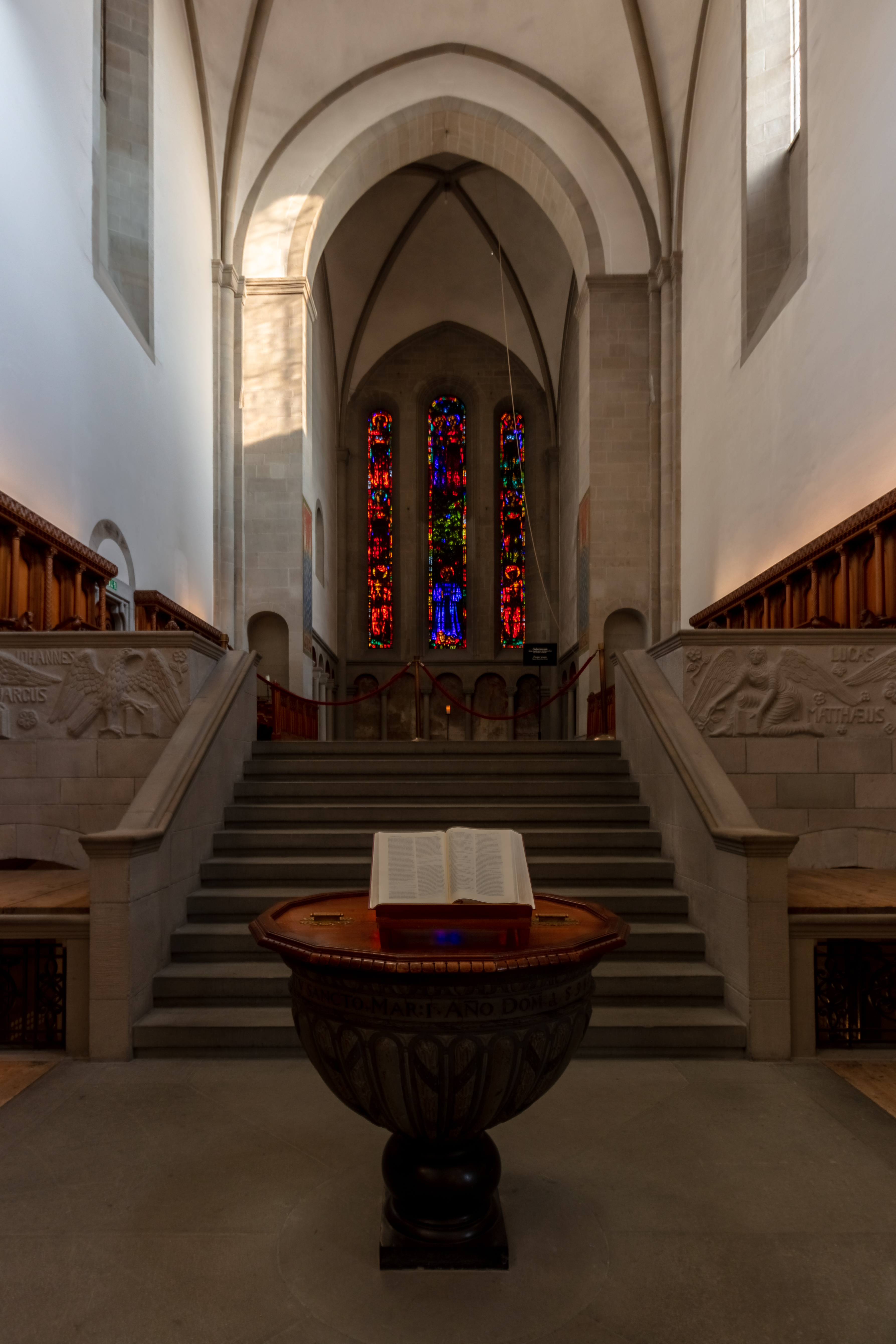
Altar mayor.
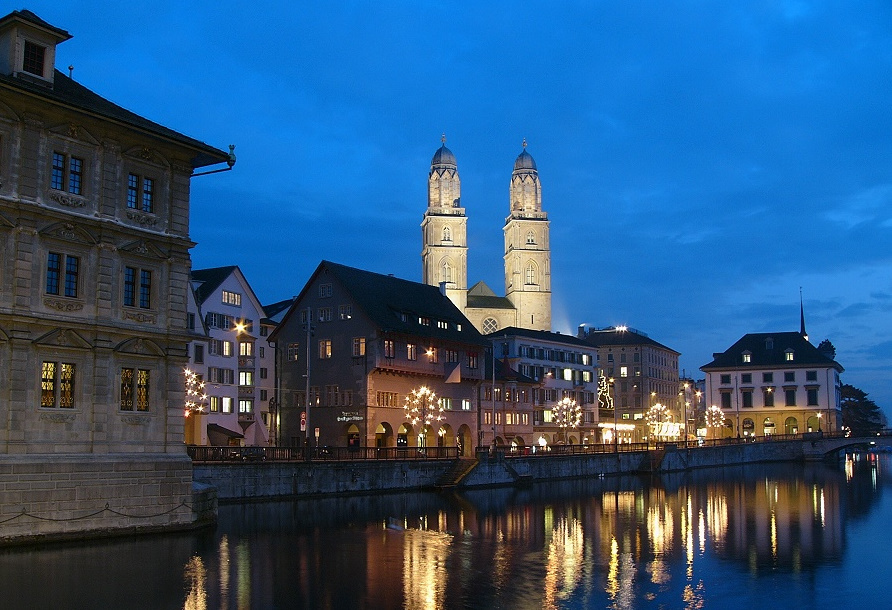
Vista nocturna.
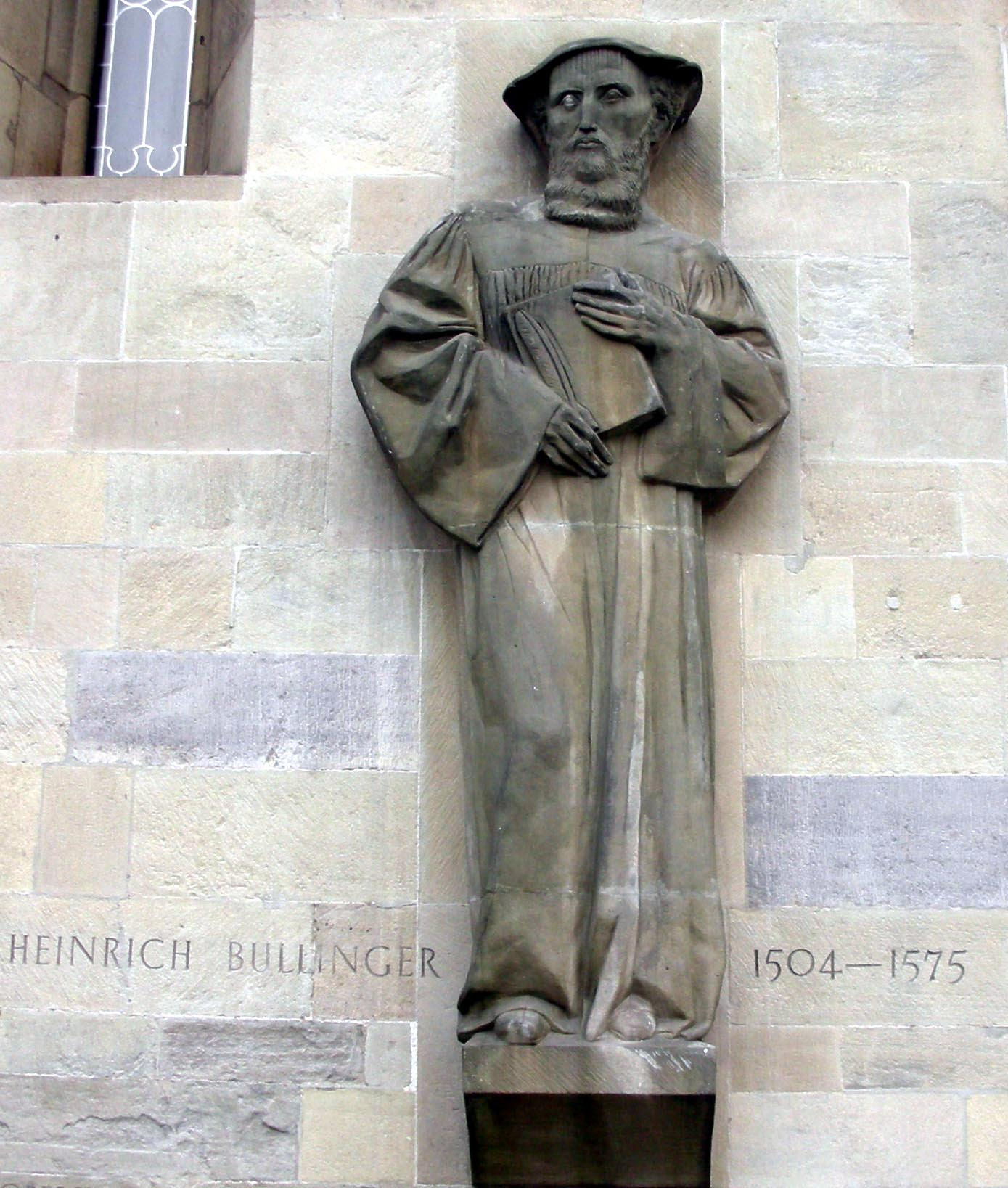
Relieve de Enrique Bullinger en la fachada sur.
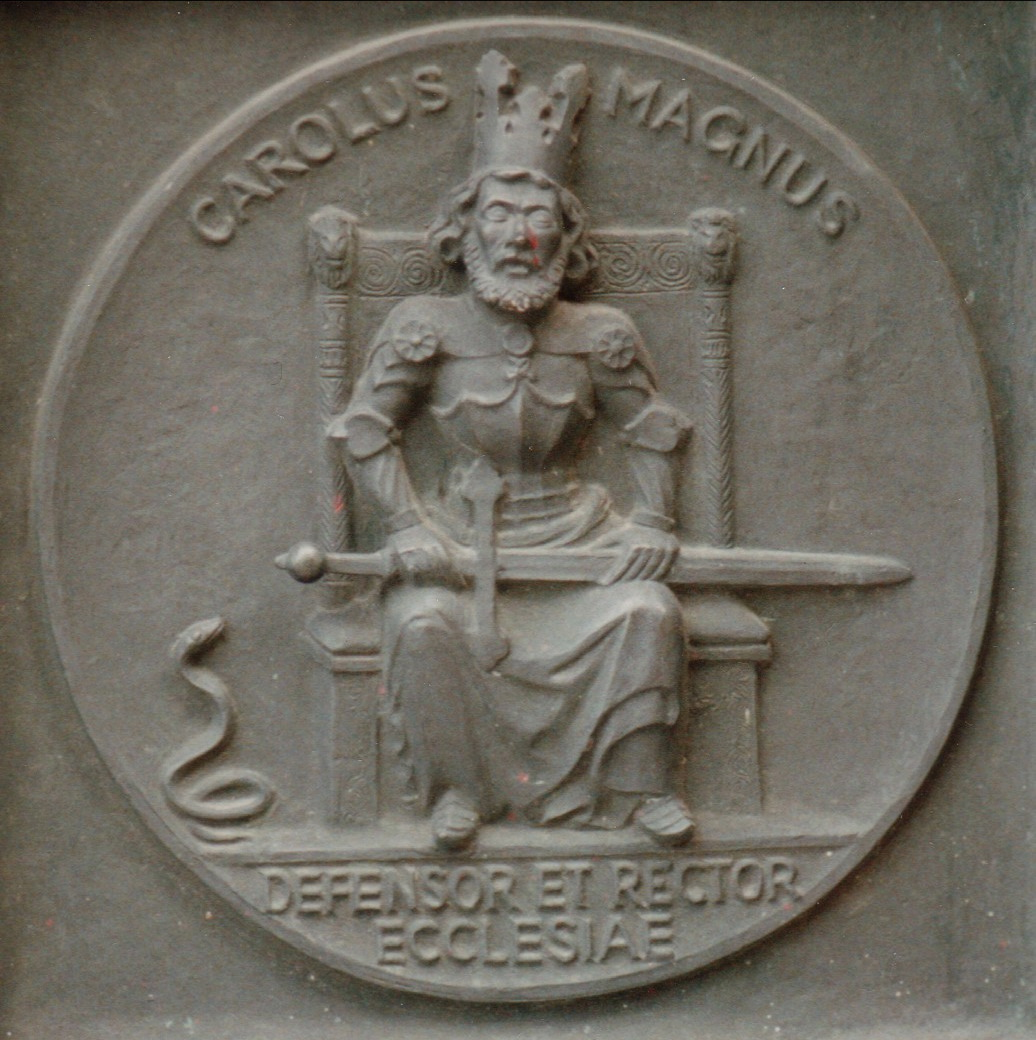
Carlomagno en una de las puertas.
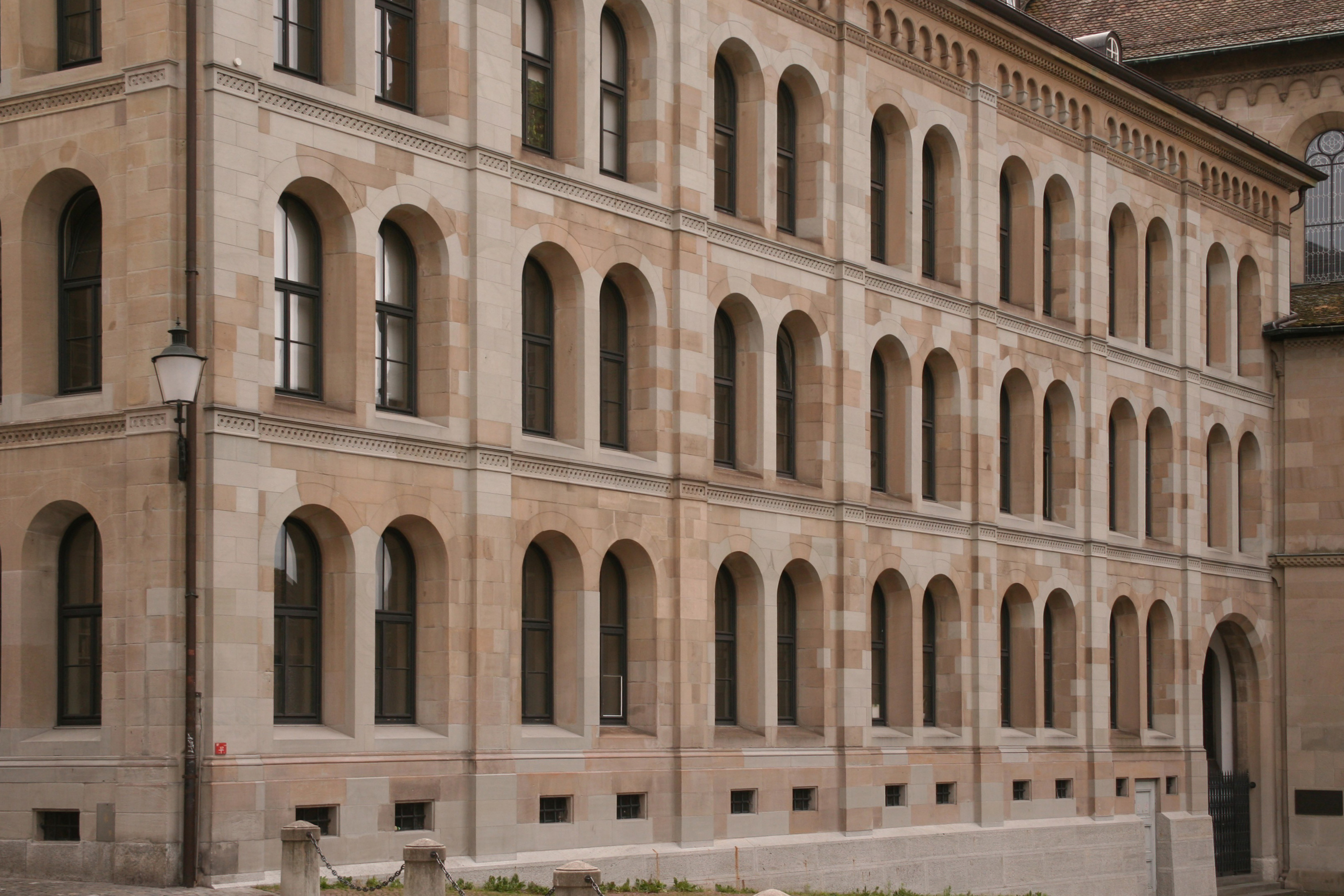
Fachada del antiguo monasterio, hoy Facultad de Teología de la Universidad de Zúrich.
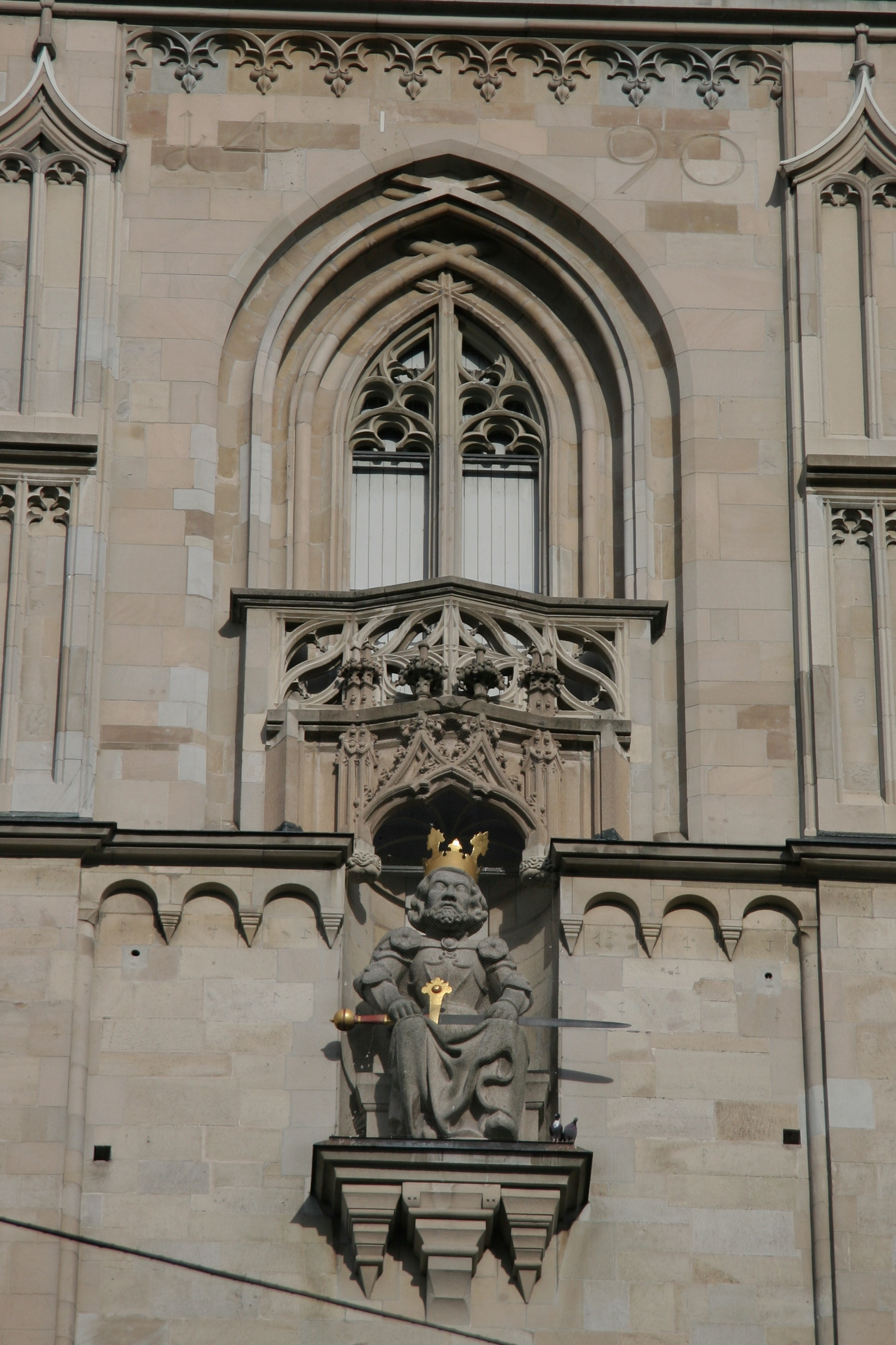
Carlomagno en la torre sur.
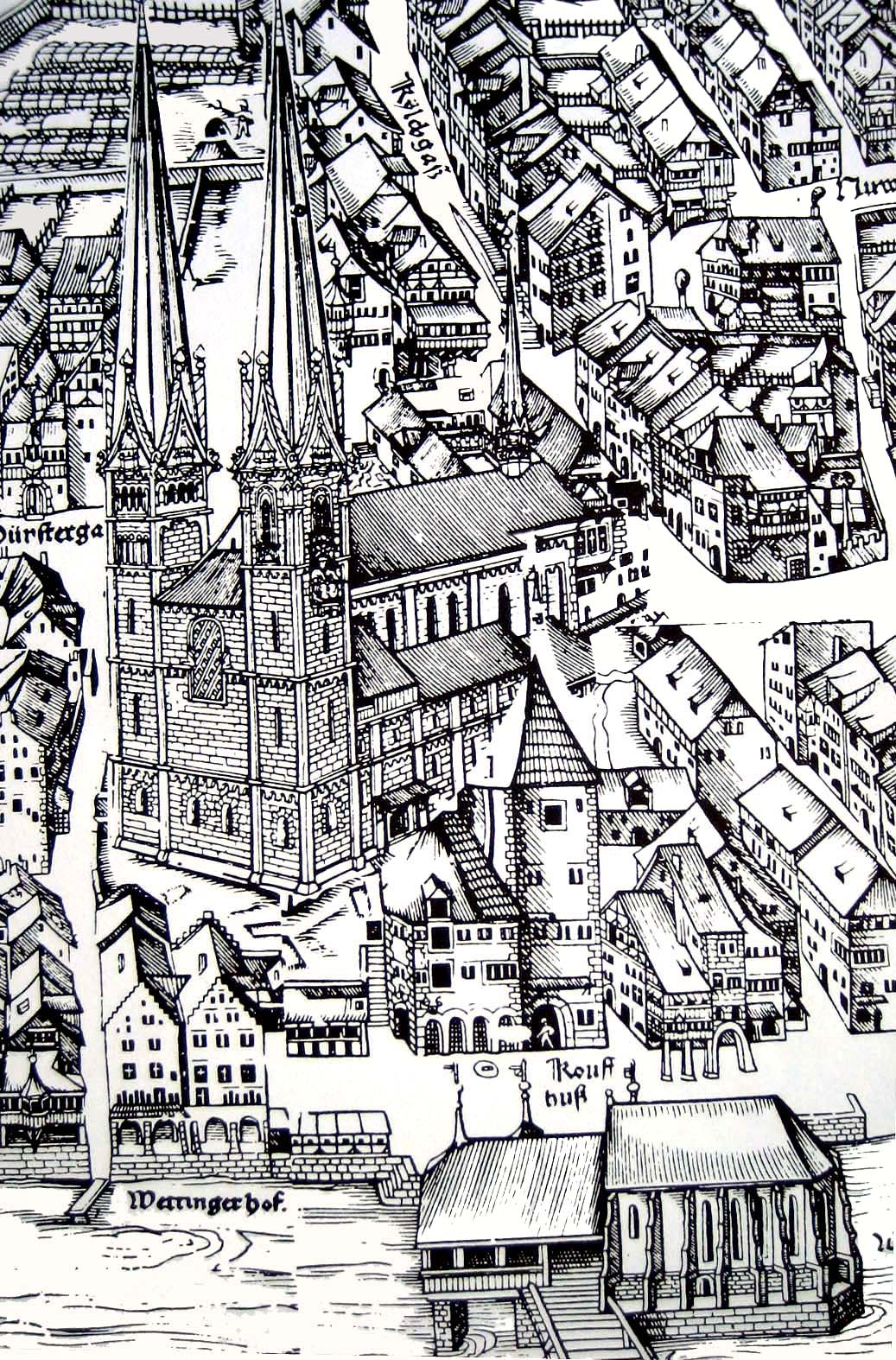
Plano antiguo con las agujas de madera.